# Pheidole bugi
Pheidole bugi är en myrart som beskrevs av Wheeler 1919. Pheidole bugi ingår i släktet Pheidole och familjen myror. Inga underarter finns listade i Catalogue of Life.